# Volleyball Canada
Volleyball Canada est la fédération sportive de volleyball du Canada. En tant que fédération nationale, l'organisation est membre de la Fédération internationale de volley-ball (FIVB) et du Comité olympique canadien (COC).

## Histoire
L'Association canadienne de volleyball est fondée en 1953. Elle rejoint la Fédération internationale de volley-ball la même année.

## Équipes
- Équipe nationale de volleyball de plage
- Équipe nationale de volleyball intérieur
- Équipe nationale de volleyball assis

## Compétitions
- Coupe Canada

## Fédérations provinciales
- Québec : Volleyball Québec
- Manitoba : Volleyball Manitoba
- Alberta : Volleyball Alberta
- Colombie-Britannique : Volleyball BC
- Ontario : Ontario Volleyball
- Saskatchewan : Sask Volleyball
- Nouveau-Brunswick : Volleyball Nouveau-Brunswick
- Nouvelle-Écosse : Volleyball Nova Scotia
- Île-du-Prince-Édouard : Volleyball PEI
- Terre-Neuve-et-Labrador : Newfoundland & Labrador Volleyball Association

## Identité visuelle

2009-2017
Depuis 2017